# Karl-Heinz Hopp
Pour les articles homonymes, voir Hopp.
Karl-Heinz Hopp, né le 20 novembre 1936 à Allenstein et mort le 11 février 2007 à Lübeck, est un rameur allemand. Il participe aux Jeux olympiques d'été de 1960 en représentant l'Équipe unifiée d'Allemagne dans l'épreuve du huit et remporte le titre.

## Palmarès

### Jeux olympiques
- Jeux olympiques de 1960 à Rome,  Italie
  -  Médaille d'or (huit)[1].

### Championnats d'Europe
- Championnats d'Europe d'aviron 1958
  -  Médaille d'or en huit
- Championnats d'Europe d'aviron 1959
  -  Médaille d'or en huit
- Championnats d'Europe d'aviron 1961
  -  Médaille d'or en quatre sans barreur